# Irmãos Davenport

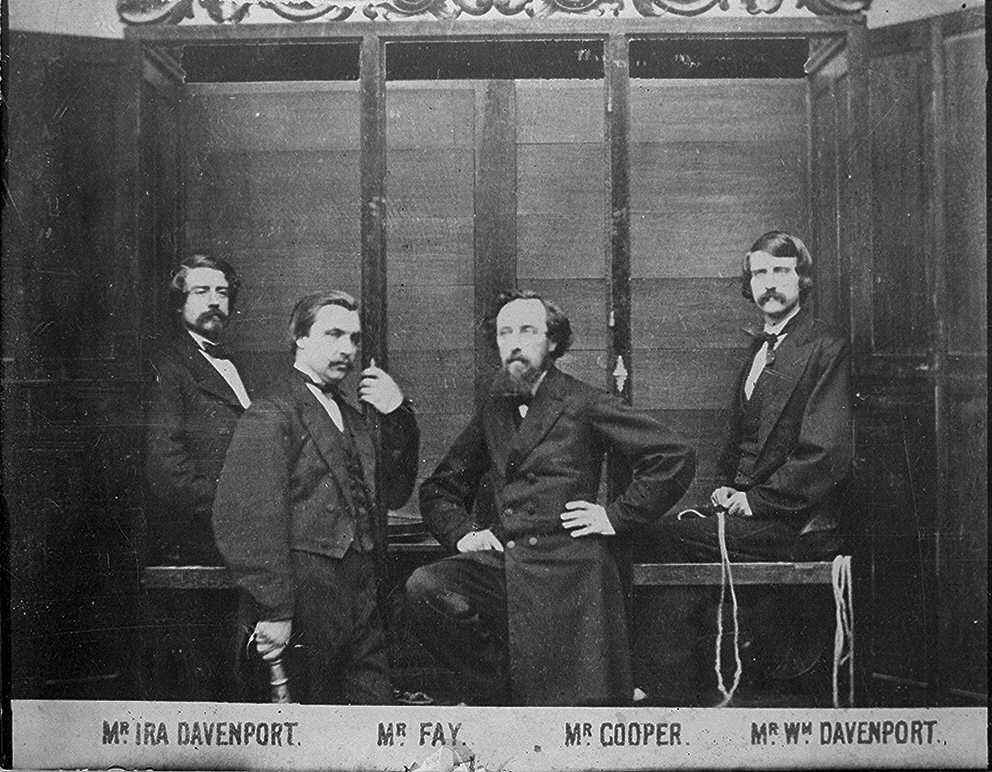
Os Irmãos Davenport e seu Gabinete Mediúnico.

Os chamados irmãos Davenport - Ira Erastus Davenport (Buffalo, Nova Iorque, 17 de Setembro de 1839) e William Henry Davenport (Buffalo, Nova Iorque, 1 de Fevereiro de 1842) - foram uma dupla de médiuns estadunidenses de efeitos físicos. Destacaram-se por terem criado o chamado "Gabinete Mediúnico", cuja representação ilustrava os cartazes de suas apresentações públicas.
O The Times, o Daily Telegraph e outros jornais publicaram relatórios longos e honestos, que deixaremos de citar, haja vista o importante testemunho do Sr. Boucicault, publicado não só pelo Daily News como por muitos outros jornais londrinos, abrangendo todos os fatos. Este jornal descreve uma sessão posterior realizada na casa do Sr. Boucicault, em 11 de outubro de 1864. Estavam presentes, entre outros, o visconde Bury (deputado), Sir Charles Wyke, Sir Charles Nicholson (chanceler da Universidade de Sydney), o Sr. Robert Chambers, o Sr. Charles Reade (romancista) e o capitão Inglefield (explorador do Ártico).  Diz o Sr. Boucicault: 
Realizou-se ontem, em minha casa, uma sessão com os irmãos Davenport e o Sr. W. Fay, estando presentes as seguintes pessoas (aqui ele menciona vinte e quatro nomes, inclusive os acima citados). Às quinze horas nosso grupo estava reunido. Mandamos buscar, em uma casa de música próxima, seis violões e dois tamborins. Nossa intenção era que a experiência fosse realizada com material desconhecido dos operadores. Os irmãos Davenport e o Sr. Fay, ao chegarem às 15h30, verificaram ter havido alteração de seus planos, pois tínhamos trocado a sala previamente escolhida para a sessão. A experiência começou por um exame pessoal dos Davenports, bem como de suas vestimentas, tendo sido verificado que não escondiam com eles, ou nas proximidades, qualquer espécie de dispositivo ou artifício. Entraram ambos na cabine e sentaram-se frente a frente. Em seguida, o capitão Inglefield, com uma corda nova por nós fornecida, amarrou o Sr. W. Davenport, pés e mãos, com as mãos nas costas, atando-o firmemente ao assento onde se sentara. Lorde Bury fez o mesmo com o Sr. I. Davenport. Os nós dessas ligaduras foram lacrados e selados. Após terem sido colocados, no piso da cabine, um violão, um violino, um tamborim, duas campainhas e uma trombeta, foram fechadas as portas desse compartimento, ficando a sala com luz suficiente para a observação das possíveis manifestações. Não farei a descrição minuciosa da babel de sons ouvidos na cabine nem da violência com que as portas eram repetidamente abertas e os instrumentos jogados para fora, ou ainda das mãos, que geralmente apareciam por um orifício em forma de losango, na parte central das referidas portas. Todavia, vale a pena mencionar os seguintes incidentes. 
As portas da cabine encontravam-se abertas. Viam-se, dentro dela, lorde Bury, em posição inclinada, e os dois médiuns, estes lacrados e amarrados. Observou-se, então, de forma clara, a mão que descia sobre ele até tocá-lo, fazendo-o recuar. De outra feita, durante um intervalo na sessão, em plena luz do candelabro de gás, estando as portas da cabine abertas, uma branca e delgada mão feminina, prolongando-se até o punho, tremeu por alguns segundos no espaço, no momento em que as ligaduras que prendiam os irmãos Davenport eram examinadas. A aparição provocou exclamação geral. 
Em seguida, Sir Charles Wyke entrou na cabine, sentou-se entre os dois jovens e colocou as mãos sobre eles - uma em cada um -, segurando-os. As portas foram fechadas e a babel de sons recomeçou. Várias mãos apareceram no orifício, entre elas a de uma criança. Passado algum tempo, Sir Charles, retornando para junto de nós, declarou que, enquanto segurava os dois médiuns, diversas mãos lhe roçaram o rosto e puxaram o cabelo, os instrumentos rastejaram a seus pés e tocaram, movimentando-se em volta de seu corpo e em cima da cabeça, um deles apoiou-se-lhe ocasionalmente no ombro. No decorrer da sessão, apareceram mãos, que o capitão Inglefield apalpou e segurou. Segundo ele, pareciam humanas, embora se extinguissem quando as apertava. 
Deixarei de mencionar os fenômenos já descritos em outra parte. A fase seguinte da sessão foi realizada no escuro. Um dos Srs. Davenport e o Sr. Fay sentaram-se entre nós. Duas cordas foram jogadas aos pés de ambos e, em dois minutos e meio, tinham pés e mãos amarrados, com as mãos para trás, fortemente atadas às cadeiras onde se sentavam, sendo estas cadeiras amarradas à mesa próxima. Durante esse procedimento, o violão ergueu-se da mesa, balançou e flutuou em redor desta, acima da cabeça de todos, tocando de leve um e outro assistente. Em seguida, uma luz fosforescente projetou-se, de um lado para outro, sobre nossas cabeças, o colo, as mãos e os ombros de várias pessoas foram simultaneamente tocados, golpeados e arranhados por mãos, enquanto algumas criaturas tiveram a má sorte de terem a cabeça e os ombros escoriados pelo violão, que, após planar em torno da sala e depois próximo do teto, as atingiu. As campainhas flutuavam aqui e ali, e o violino vibrava levemente. Os dois tamborins pareciam rolar no chão, para lá e para cá, ora sacudindo-se violentamente, ora visitando os joelhos e as mãos dos circunstantes, sendo todas essas ações ouvidas e sentidas simultaneamente. O Sr. Rideout, segurando um tamborim, após perguntar se lhe poderia ser arrancado, teve-o quase instantaneamente arrebatado de si. Ao mesmo tempo, lorde Bury fez pedido semelhante, resistindo à enérgica tentativa feita no sentido de se lhe tomar o instrumento. O Sr. Fay perguntou, então, se o seu casaco também poderia ser retirado. Ouvimos instantaneamente um violento puxão e aí ocorreu o fato mais notável de todos: uma luz foi acesa antes antes de o casaco ser removido. Vimo-lo, então, ser tirado pela cabeça do Sr. Fay. O casaco voou em direção ao candelabro, onde ficou dependurado por algum tempo antes de cair no chão. Enquanto isso se dava, o Sr. Fay era visto de mãos e pés atados, como antes. Em sequência, um dos integrantes do grupo despiu o próprio casaco, colocando-o sobre a mesa. Apagou-se a luz, e o casaco transportou-se rapidamente para as costas do Sr. Fay. Durante esses acontecimentos, verificados no escuro, colocamos uma folha de papel sob os pés dos dois operadores, fazendo seu contorno com um lápis, a fim de descobrir se eles os moviam. Por iniciativa própria, ofereceram-se para que suas mãos ficassem cheias de farinha, ou outra substância, com o intuito de provar que não se utilizavam delas, mas esta precaução foi considerada desnecessária. Solicitamos-lhes, entretanto, que contassem de um a doze, sem interrupção, para que, ouvindo suas vozes constantemente, nos certificássemos de que permaneciam nos locais onde foram amarrados. Cada pessoa do grupo segurou firmemente o vizinho, de modo a não permitir movimentos sem que as duas pessoas mais próximas o notassem. 
Ao término da experiência, passamos a conversar abertamente a respeito de tudo que vimos e ouvimos. Lorde Bury propôs ao grupo a seguinte conclusão: assegurar aos irmãos Davenport e ao Sr. Fay que, depois de rigoroso processo e do exame minucioso dos procedimentos adotados, as pessoas ali presentes só poderiam chegar à conclusão de que não havia indícios de truques nem, certamente, cúmplices ou uso de maquinismos. Assim, as testemunhas declarariam livremente nos meios sociais por elas frequentado que, até onde suas investigações lhes permitiam opinar, os fenômenos ocorridos em sua presença não eram produto de prestidigitação. Todos aceitaram a proposição de lorde Bury. 
No último parágrafo, o Sr. Boucicault declara não ser espiritualista. Ao firmar o relatório, além do nome, coloca sua data de nascimento. 
Transcrevemos sem supressões essa admirável descrição, tão lúcida quanto completa, porque fornece resposta para muitas objeções, além de ser reconhecida a idoneidade do narrador e das testemunhas. Certamente, deve ser aceita como conclusiva, no que respeita à honestidade. Toda objeção posteriormente levantada a respeito dessa sessão é fruto da ignorância dos fatos. 
(A história do Espiritualismo - Arthur Conan Doyle)

## Biografia
Eram filhos de um funcionário do Departamento de Polícia de Buffalo, que descendia dos primeiros colonos ingleses na América, e de mãe inglesa, nascida em Kent, que chegara criança ao país.
Em 1846 – dois anos antes das manifestações ocorridas com as irmãs Fox - a família Davenport foi perturbada a meio da noite por aquilo que descreveram como "batidas, socos, ruídos altos, rupturas e estalos". Arthur Conan Doyle, na sua A história do espiritualismo, descreve o ocorrido:
"Os dois rapazes Davenport e sua irmã caçula Elizabeth, experimentaram por as mãos sobre a mesa. Ruídos fortes e violentos foram ouvidos e mensagens eram soletradas. A notícia espalhou-se e, do mesmo modo que com as irmãs Fox, centenas de curiosos e incrédulos se amontoaram na casa. Ira desenvolveu a escrita automática e distribuía entre os presentes mensagens escritas com extraordinária rapidez, contendo informações que ele mesmo não poderia conhecer. Logo se seguiu a levitação e o rapaz era suspenso no ar, por cima das cabeças dos que se achavam na presentes nas reuniões, a uma altura de nove pés do solo. Depois, o irmão e a irmã, receberam a mesma influência e os três flutuavam no alto da sala. Centenas de cidadãos respeitáveis de Buffalo testemunharam esses fatos. Certa vez, quando a família tomava uma refeição, as facas, os garfos e os pratos dançaram e a mesa foi erguida no ar. E uma sessão, pouco tempo depois, um lápis foi visto escrevendo em plena luz do dia, sem qualquer contato humano. Então as sessões passaram a ser feitas com regularidade: apareciam luzes e instrumentos flutuavam, tocando, acima das cabeças dos assistentes. Surgiram a voz direta e outras manifestações extraordinárias, muito numerosas para serem mencionadas. Atendendo ao pedido das inteligências comunicantes, os irmãos começaram excursões a vários lugares, com o intuito de realizar sessões públicas. Entre estranhos, insistiam pedidos de testes. A princípio, os rapazes eram segurados por pessoas escolhidas entre os presentes, mas isto foi considerado insatisfatório, porque pensavam que aqueles que os seguravam eram seus comparsas. Então passaram a amarrá-los com cordas. A leitura da lista das engenhosas maneiras do controle que eram propostas, sem que pudesse haver interferência, mostra como é quase impossível convencer céticos obstinados. Tão logo um processo de controle dava resultado, outro era proposto. Em 1857, os professores da Universidade de Harvard examinaram os rapazes e os seus fenômenos, mas nunca emitiram opinião definitiva ou relatórios."
Ao serem examinados em Harvard, os jovens foram atados com 150 metros de corda de maneira brutal, colocando-os em uma sala preparada com muitos orifícios para observação. Todos os laços da corda foram então amarrados com fios de linho e um dos experimentadores, o Prof. Pierce, isolou-se dentro do gabinete, entre os dois rapazes. Imediatamente materializou-se uma mão e moveram-se os instrumentos musicais, que eram percebidos pelo professor junto à sua cabeça ou ao seu rosto. A cada instante ele procurava os rapazes com as mãos, sempre constatando que eles estavam imobilizados. Por fim os agentes invisíveis libertaram os rapazes das suas amarras e, quando o gabinete foi aberto, as cordas foram encontradas enroladas no pescoço do professor. Mesmo depois disso tudo os professores da Universidade não apresentaram nenhum relatório.
Os irmãos Davenport passaram a fazer grandes exibições públicas, à guisa de espetáculos. Alugavam salões e desafiavam todos a vir assistir aqueles fenômenos.
Viajaram para a Inglaterra em 1864, onde iniciaram apresentações em sessões públicas no Queen´s Concert Rooms em Hanover Square. Em seguida apresentaram-se em Liverpool, Huddersfield, Leeds, Paris, Dublin, Hamburgo e Berlim, em Bruxelas, na Rússia, na Polônia e na Suécia, retornando a Londres. Voltaram à América em 1868.
A apresentação dos irmãos causou sensação na América e na Europa e eles desfrutaram de grande sucesso durante quase um quarto de século, até 1877, quando William faleceu durante uma turnê pela Austrália (iniciada em 1876), na cidade de Sydney. Ira, consternado, aposentou-se em Nova Iorque, vindo a falecer em 1911. Anos depois, aos escrever para Harry Houdini, Ira Davenport disse:
" Jamais afirmamos em público nossa crença no Espiritualismo. Não considerávamos fosse isso de seu interesse. De igual modo, não dávamos espetáculos tendo por base quaisquer habilidades de prestidigitação. Deixávamos a nosso amigos e antagonistas a liberdade de tratar o assunto como bem lhes aprouvesse. Infelizmente, muitas vezes fomos vítimas de seus desentendimentos."

## O Gabinete Mediúnico
O chamado gabinete mediúnico, criado pelos irmãos Davenport, consistia em uma cabine de madeira, com as dimensões de 1,80 metros de comprimento por 2,10 metros de altura, com três portas na frente que se abriam e ofereciam visão total do interior.
Dentro desse gabinete, os Davenport sentavam-se em dois bancos, um diante do outro, e voluntários do público encarregavam-se de atá-los com cordas. O processo de imobilização chegava a demorar 45 minutos. No banco, entre os dois irmãos, ficava uma testemunha bem conceituada. Instrumentos musicais ou outros objetos ficavam do lado de fora, longe de seu alcance.
Depois de devidamente amarrados, fechavam-se as portas do gabinete e diminuíam-se as luzes. Quase de imediato, trombetas, violinos e pandeiros começavam a tocar diante dos espectadores. Apareciam mãos  inclusive de crianças,por uma abertura da porta central do gabinete., que às vezes podiam ser apertadas pelos presentes Ao final da apresentação as portas eda cabine ram abertas, mostrando os Davenport ainda bem amarrados.